# 丸型ポスト

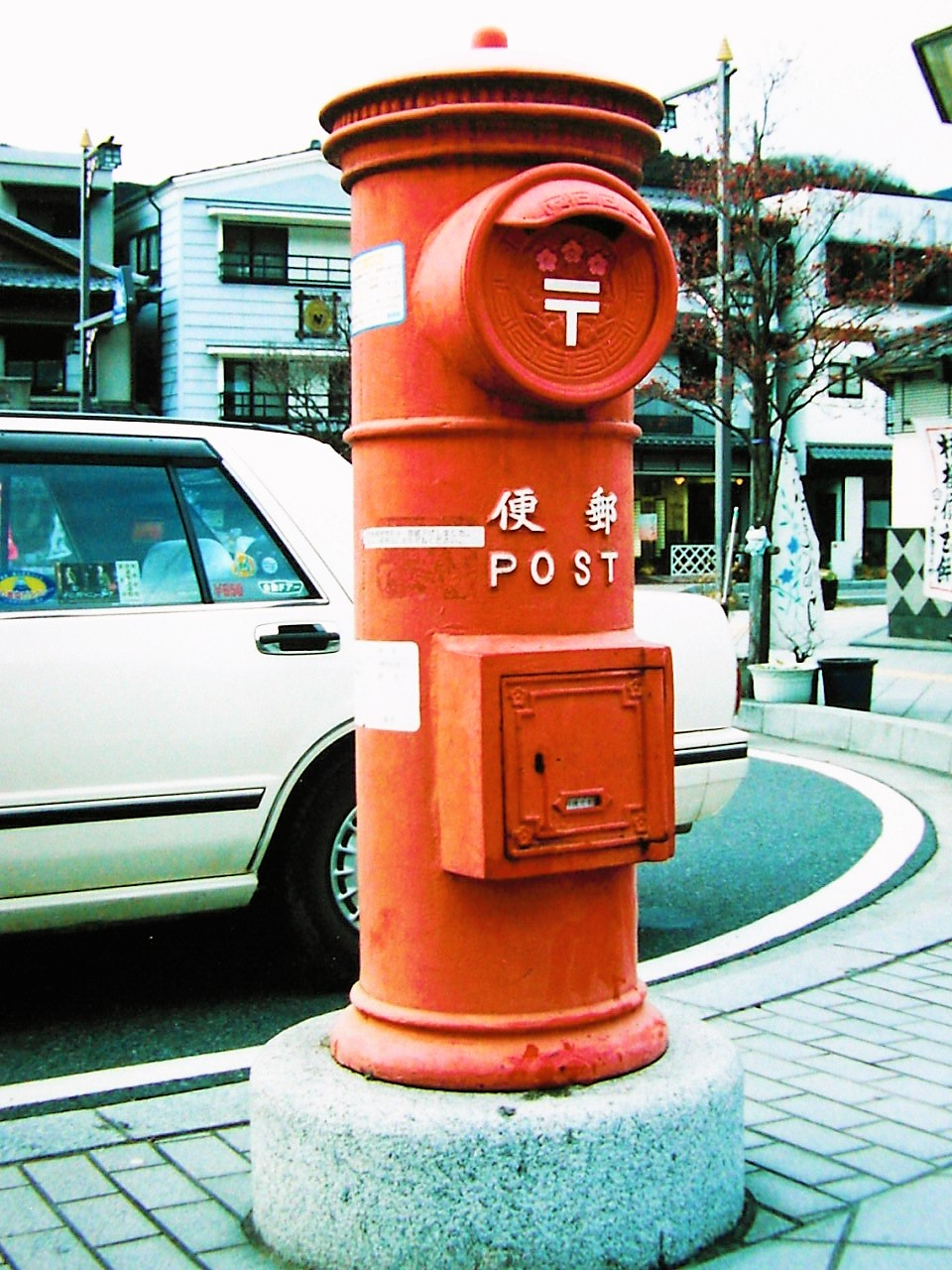
戦前製の標準的な丸形庇付ポスト

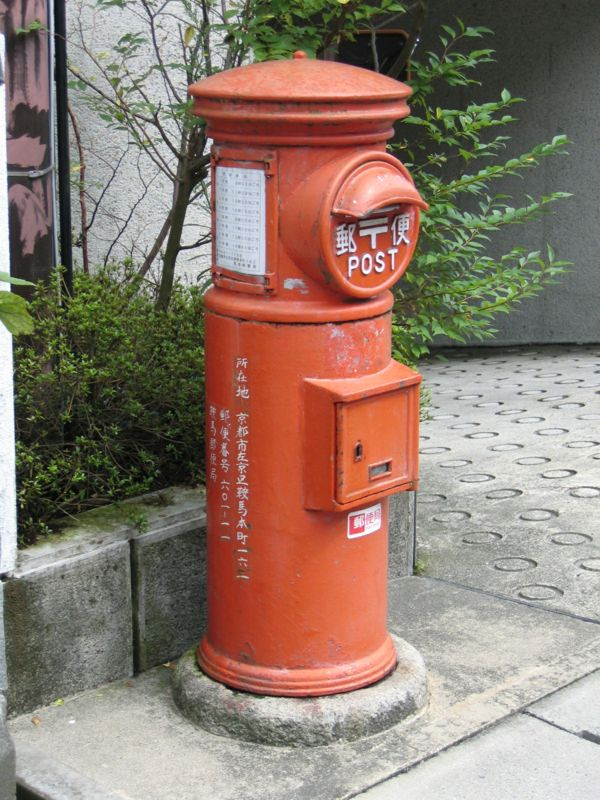
郵便差出箱1号（丸型）

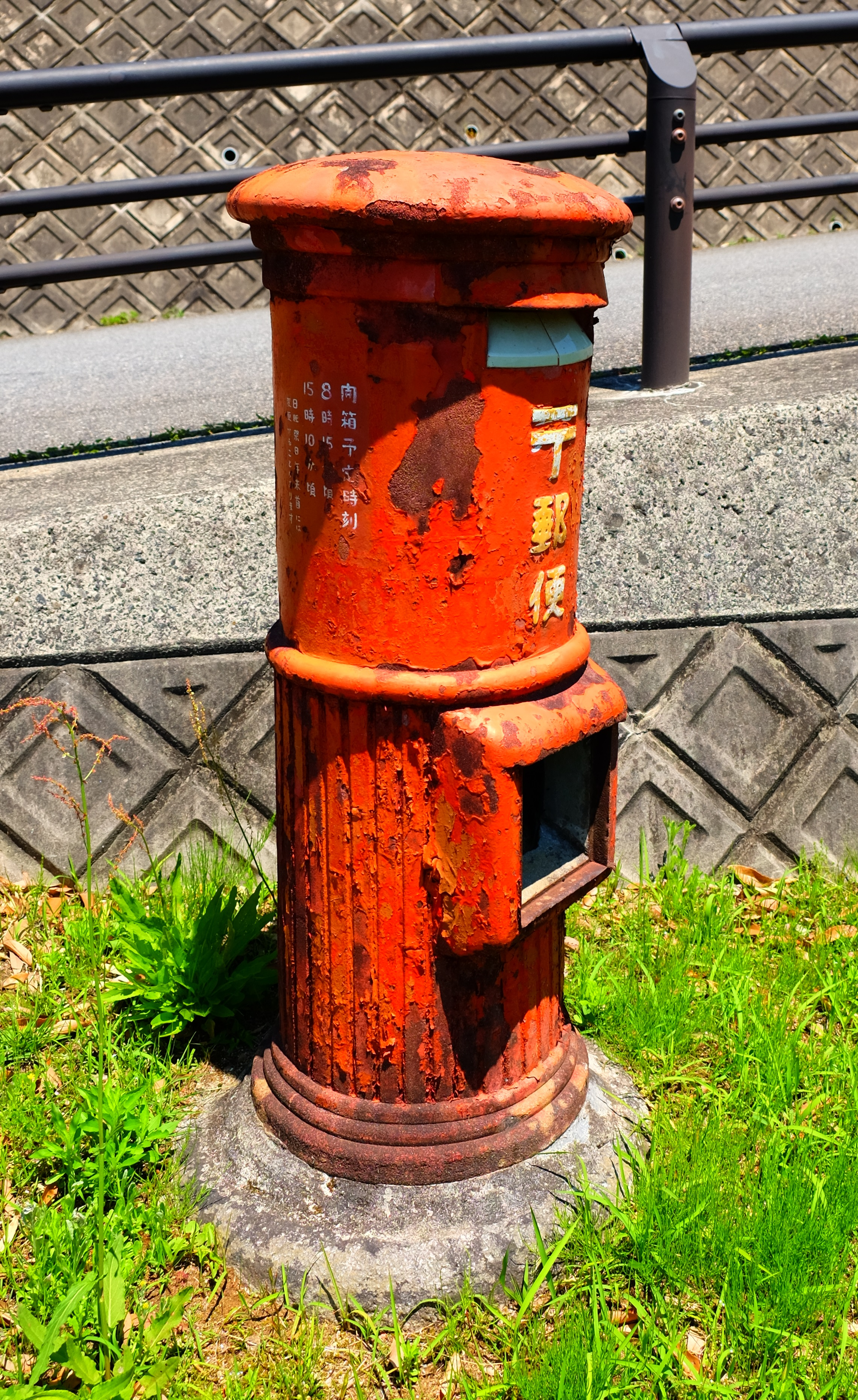
コンクリート製丸型ポスト(三重県津市美杉小学校)

丸型ポスト（まるがたポスト）は郵便物を受け付けるため、道路、店舗などに設置される郵便ポストの一種。円筒状の形態をしているところから、丸型ポストまたは丸ポストと呼ばれる。

## 歴史
円柱状の郵便ポストは、英語圏でPillar Boxと呼ばれるクラシカルな形式である。最初のPillar Boxは、1859年のイギリスに登場した。現在でもこの形式は、イギリス国内、およびインドやオーストラリア、香港など、イギリス旧植民地を中心に、世界各地に多く残っている。香港では「郵筒」と呼ぶ。
日本最初の丸型ポストは、1901年に登場し試験的に設置された「俵谷式ポスト」「中村式ポスト」で、材質は鋳鉄。1908年10月、雨よけのために差出口に回転板を取り付けた「回転式ポスト」として制式化された。1912年には、可動部分の故障が多いなどの理由から、回転板を廃し雨よけの庇をつけた「丸型庇付ポスト」が登場し、丸型ポストとしての完成形がほぼ成立した。丸形庇付ポストのバリエーションについては郵便ポスト参照。
1929年には、やや細身の航空郵便専用ポストが登場。また、第二次世界大戦中の一時期、物資節約のために鋳鉄からコンクリートに切り替えたものも登場した。
戦後の1949年、「郵便差出箱1号（丸型）」が登場し、これが丸型ポストとしての最終型となった。1970年に後継の「郵便差出箱1号（角型）」が登場し、丸型の生産・設置は終了した。
かつては日本全国に普及していたが、四角い箱型のポストへの置き換えが進んだ。「郵便差出箱1号（丸型）」は1972年時点では日本全国で約55000本が稼働していたが、2013年3月31日現在では約5600本が稼働するにとどまる。これは、箱型ポストは中に郵便物を貯める袋を吊るし、それを交換するだけで収集できるのに対し、丸型ポストは小さな取出し口から郵便物を手でかき出す手間がかかるためであった。しかし合理化による置き換えを生き延びた丸型ポストは、希少価値ゆえに保存される傾向が強まっている。再開発などによって移設されることになっても、四角ポストへ置き換えられることなく丸ポストが移設され継続して使われる事例なども出てきている。
1984年以来、不要となった丸型ポストが小学校や博物館などに教材用として寄贈されている。誤投函防止のため差入口の封鎖などの処置が行われている。

## 大きさ
「郵便差出箱1号（丸型）」は、本体の高さが135cm、直径が40cm、庇の横幅が24cm、重さが150kg。

## 現存状況
- 東京23区内では2013年現在5本が残っているのみである。
- 埼玉県川越市では蔵造りの町並みや寺社にあるポストは景観を考えて丸型にしている。
- 東京都小平市では2021年現在37本残っている。小平市の公式サイト内でも紹介されており、これは都内の自治体で最高の保有数である[4]。小平市では2008年11月から「丸ポストマップ」を配布しており、2009年11月5日〜12月6日の間「小平丸ポストラリー」（スタンプラリー）が実施された。また、イベントを記念してルネ小平（小平市民文化会館）前に日本一大きな丸ポストが設置された。
- 兵庫県芦屋市では2020年8月現在17本残っている[5]。市内のポストは半数以上が丸型である。
- 愛知県名古屋市では「郵便差出箱1号（丸型）」は2014年現在、4本が残っているのみである[2]。
- 愛知県半田市には2021年現在で5本が現役で存在する。うち2本は地区祭礼での山車の運行に支障が出ないよう意図的に残してあるもの、他の3本は観光目的で新たに設置されたものである。
- 城下町の兵庫県丹波市柏原町柏原にも街なかに数本が設置されていて柏原駅付近にマップがある

### ギャラリー

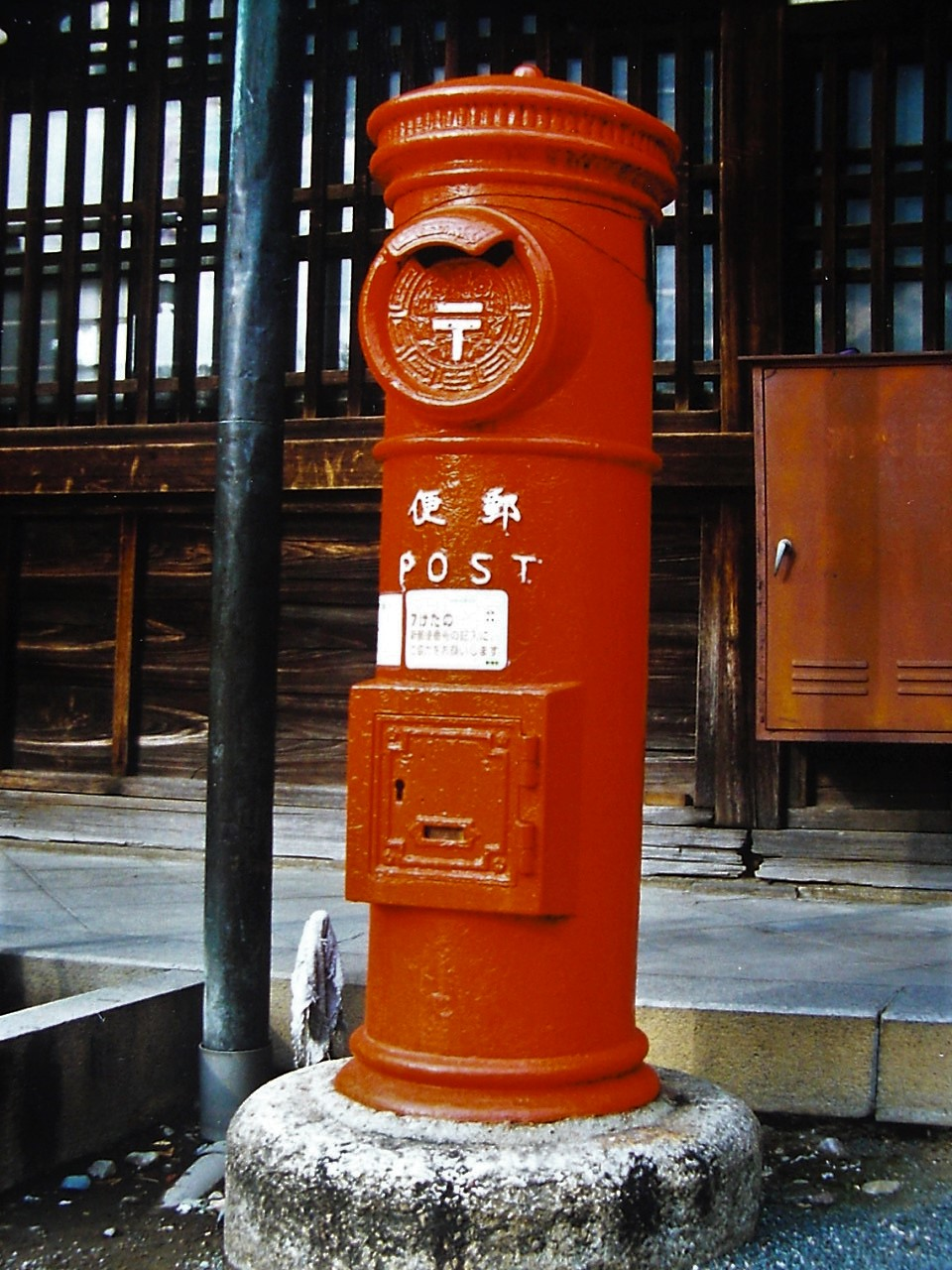
戦前製の丸形庇付ポストで庇の幅が狭いタイプ（愛知県豊川市）
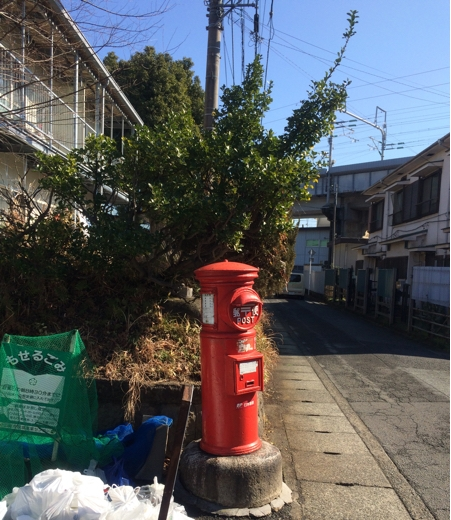
小田原拘置所裏
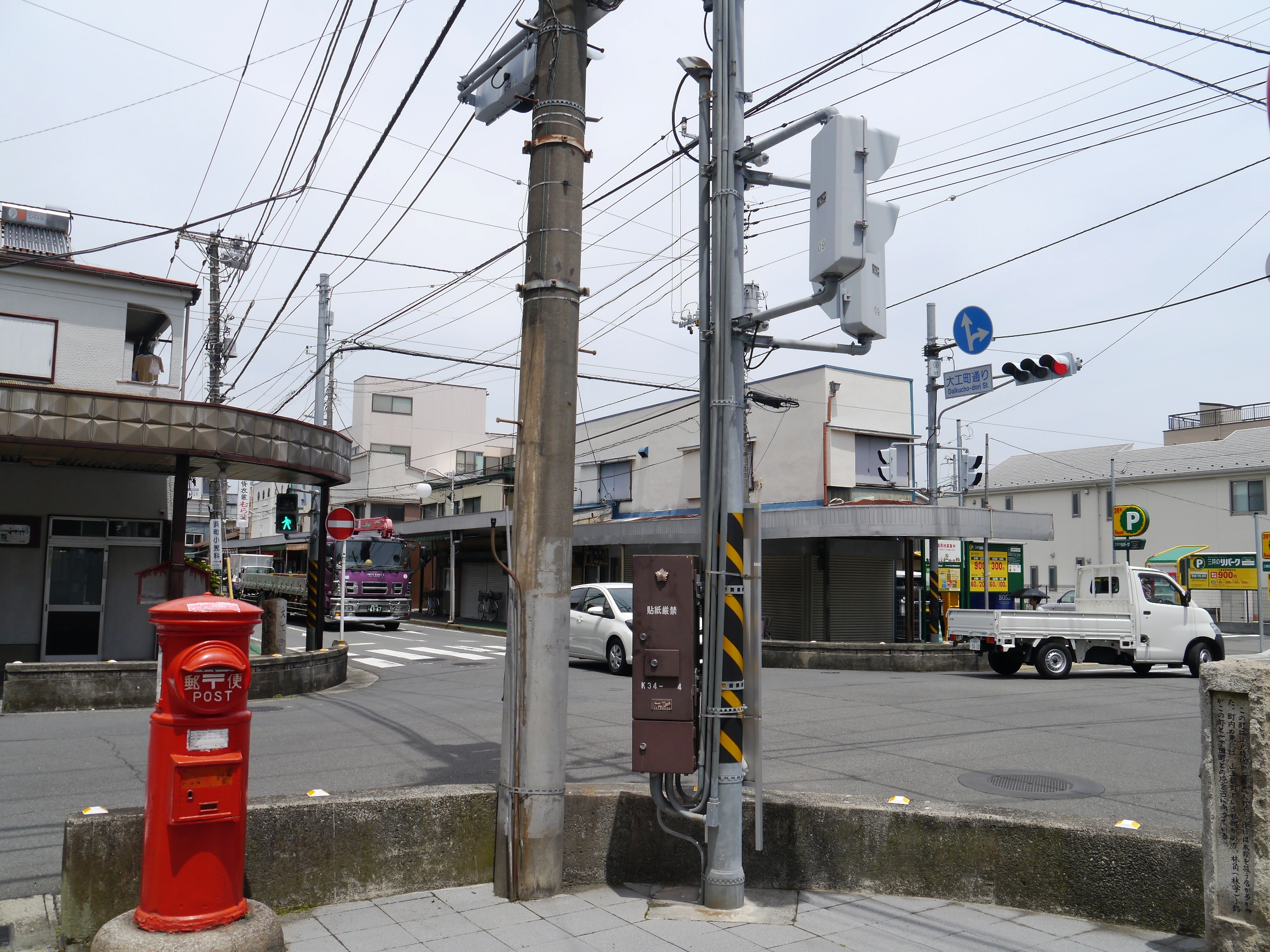
小田原市大工町交差点
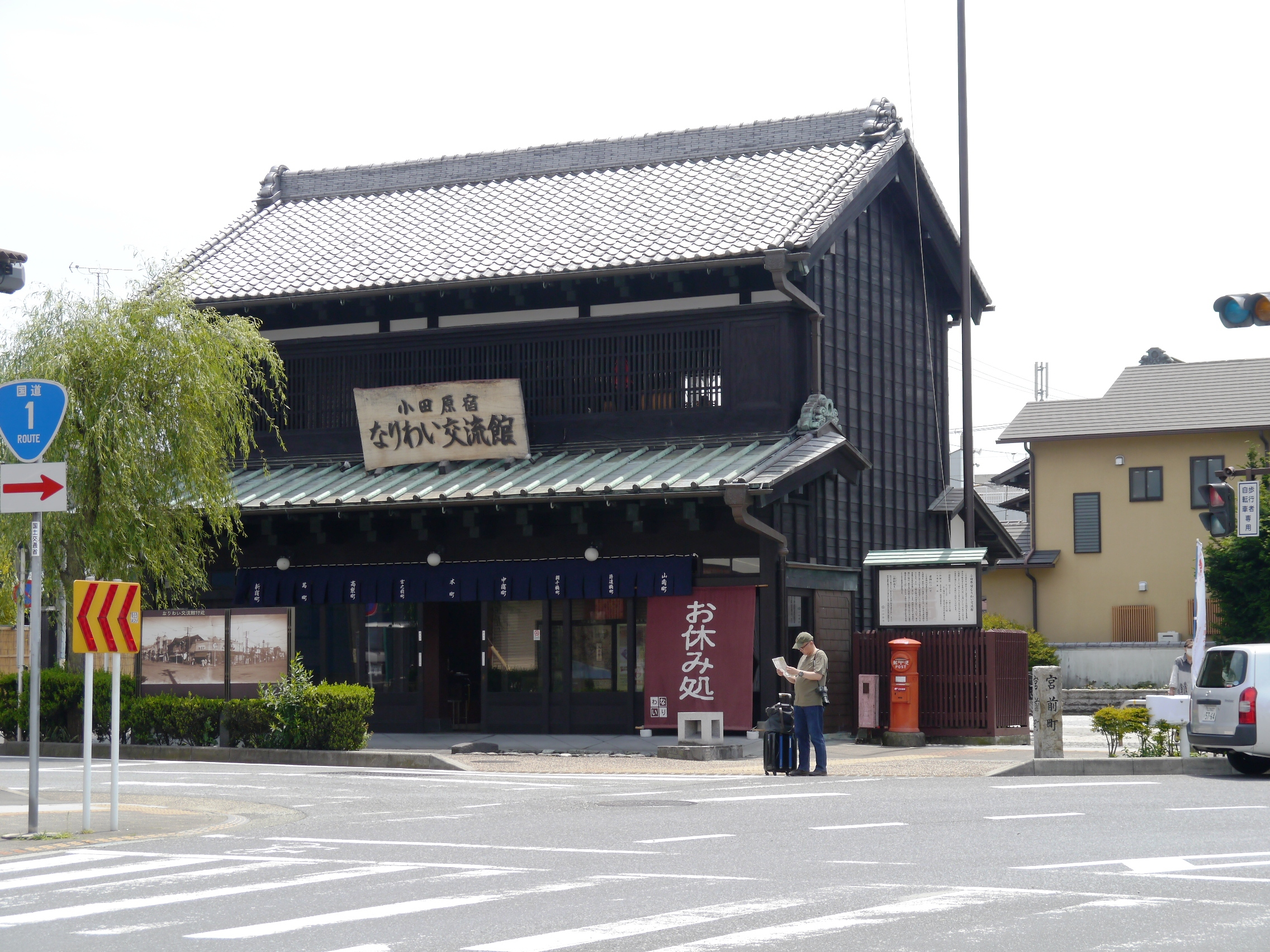
小田原なりわい交流館前
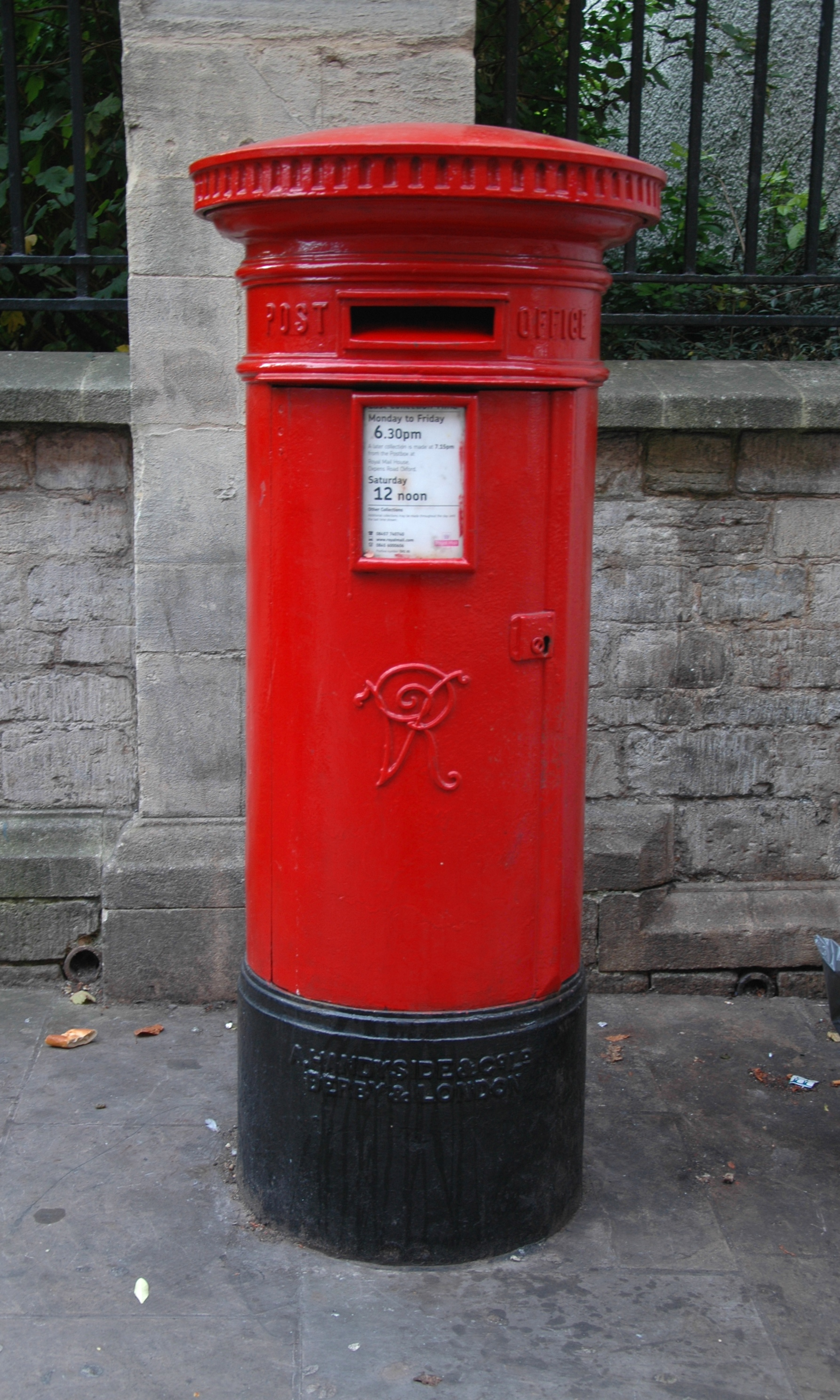
イギリスの Pillar Box
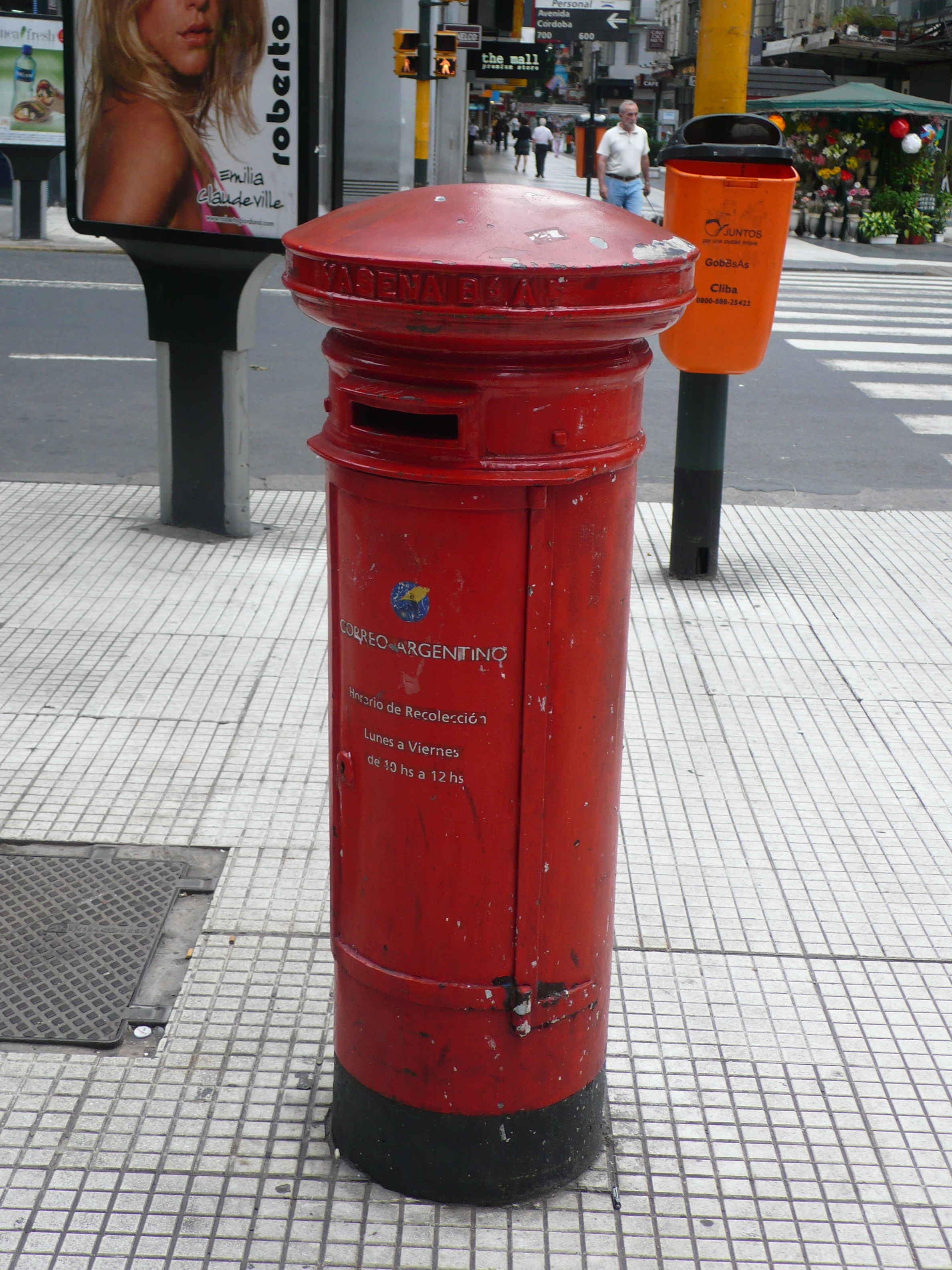
ブエノス・アイレス、アルゼンチン